# Аугштайн, Рудольф
Рудольф Карл Аугштайн (нем. Rudolf Karl Augstein; 5 ноября 1923, Ганновер — 7 ноября 2002, Гамбург) — один из самых известных и влиятельных немецких журналистов, основатель знаменитого журнала «Шпигель» (нем. Der Spiegel — «зеркало»), ответственным редактором которого он был на протяжении 55 лет.

## Биография
Рудольф Аугштайн родился в традиционной католической семье и был младшим из семи детей. Отец Фридрих Аугштайн был предпринимателем, занимался производством и продажей фототехники. Детство Рудольфа Аугштайна совпало с теми годами, когда у власти находились национал-социалисты. Аугштайн-отец знал и объяснял своим детям, что политика Гитлера означает для Германии войну и гибель. «Finis Germaniae» — эти слова Рудольф Аугштайн слышал с детства.
В 1942 году он был призван на фронт и прошёл войну радистом в артиллерийском полку; был трижды ранен.
В послевоенные годы многие редакторы состояли прежде в национал-социалистической партии и, следовательно, работать по специальности не имели права. Это открывало дорогу новому поколению. Рудольф Аугштайн, будучи в понимании британцев «политически чистым», в 1945 году становится членом редколлегии газеты «Hannoverscher Nachrichtenblatt», которая издавалась военной администрацией союзников. В 1946 году он возглавлял отдел немецких новостей в журнале «Diese Woche». Год спустя британские военные власти передают ему лицензию на издание этого журнала, а Аугштайн переименовывает его — это был час рождения журнала «Шпигель», что в переводе с немецкого — «зеркало».
Со страниц «Шпигеля» Аугштайн боролся с высокомерием оккупационных властей, с коррумпированностью политиков и наглостью чиновников. Позже сам Аугштайн рассказывал:
Мы подвергались цензуре. Наши материалы постоянно встречали возражения. И я делал всё, чтобы эти возражения были не беспочвенны… Но остановить журнал было невозможно, по крайней мере, в качестве британского печатного органа.
То есть, сменой названия журнала дело не ограничилось. Аугштайн поставил перед собой цель вывести провинциальное издание на общенациональный уровень, избрав в качестве средства громкие политические расследования и разоблачения. Уже в 1950 году «Шпигель» прогремел на всю страну материалом, указывающим на то, что в переносе столицы ФРГ из Франкфурта-на-Майне в Бонн, имел место подкуп депутатов, отдавших свои голоса.
После скандала крупный немецкий издатель Джон Яр выкупает акции у Штемпки и Барша, Рудольф Аугштайн и Джон Яр становятся совладельцами журнала «Шпигель». В 1952 г. «Шпигель» из Ганновера переезжает в Гамбург. Рудольф Аугштайн под творческим псевдонимом «Йенс Даниэль Аугштайн» ведет кампанию против прозападной политики Конрада Аденауэра.
В 1962 году в ФРГ разразился скандал, имевший громкий международный резонанс и получивший название "Дело журнала «Шпигель»: 26 октября 1962 года сотрудники криминальной полиции из Боннского отделения Федерального управления уголовной полиции врываются в Гамбургский дом прессы и проводят обыск в 170 редакционных помещениях на семи этажах. Тогда было арестовано семь редакторов. Рудольф Аугштайн был обвинен в измене родине и отсидел в тюрьме 103 дня. Только в 1965 году процесс против Аугштайна был окончательно прекращен. В результате скандала министр обороны Франц Йозеф Штраусс ушел в отставку. «Шпигель» вышел из этой истории победителем, — его власть укрепилась, значение возросло, тираж увеличился.

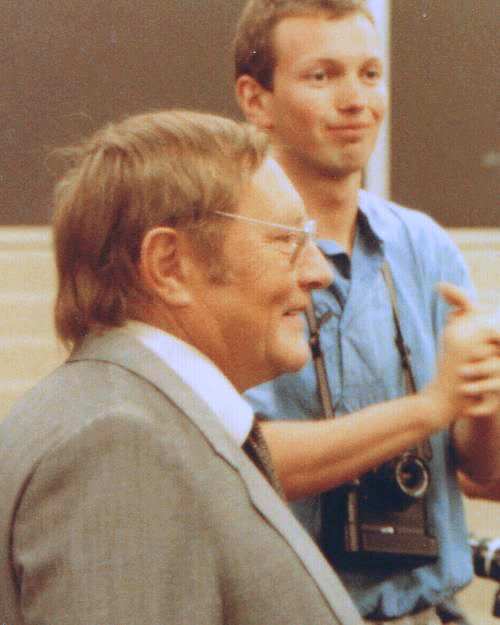
Гамбург. 1985 год. Рудольф Аугштайн на сеансе одновременной игры чемпиона мира Гарри Каспарова

Восьмидесятые годы прошли для «Шпигеля» гладко, в 1989 году тираж благополучно перевалил за миллион, поступления от рекламы продолжали расти. В 1993 году у журнала появился серьёзный конкурент — журнал «Фокус» издательского дома «Бурда». Издатели журнала «Фокус» предлагали более современное оформление и материал, написанный более простым языком. Рудольф Аугштайн же настоял на том, чтобы «Шпигель» оставался прежним, он запретил журналистам писать проще, а дизайнерам — менять оформление.
Рудольф Аугштайн скончался 7 ноября 2002 года от воспаления лёгких. 19 ноября 2002 года был похоронен на кладбище Кайтум, расположенном на острове Зильт.

## Семья
Рудольф Аугштайн был женат пять раз. Детей у Аугштайна было четверо:
- Мария Сабина Аугштайн (нем. Maria Sabine Augstein; род. 1949)
- Ханна Франциска Аугштайн (нем. Hannah Franziska Augstein; род. 1964)
- Томас Якоб Аугштайн (нем. Thomas Jakob Augstein; род. 1967)
- Юлиан Роберт (нем. Julian Robert; род. 1963)

## Награды
- Командор ордена За заслуги перед ФРГ
- Почётный доктор МГИМО (У) МИД России[4]